# ドッグライセンス

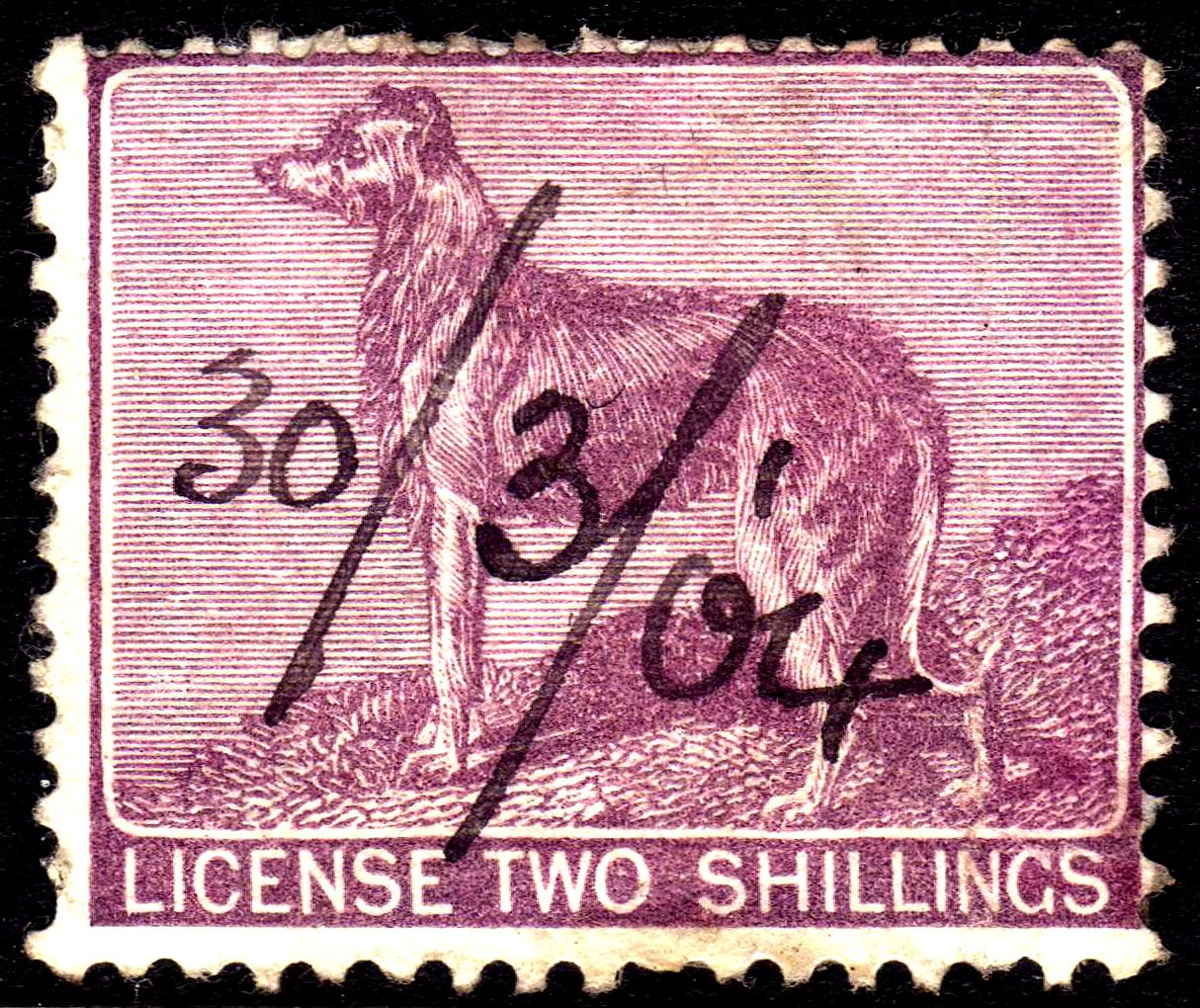
アイリッシュ・ウルフハウンドが描かれたドッグライセンスの収入印紙。

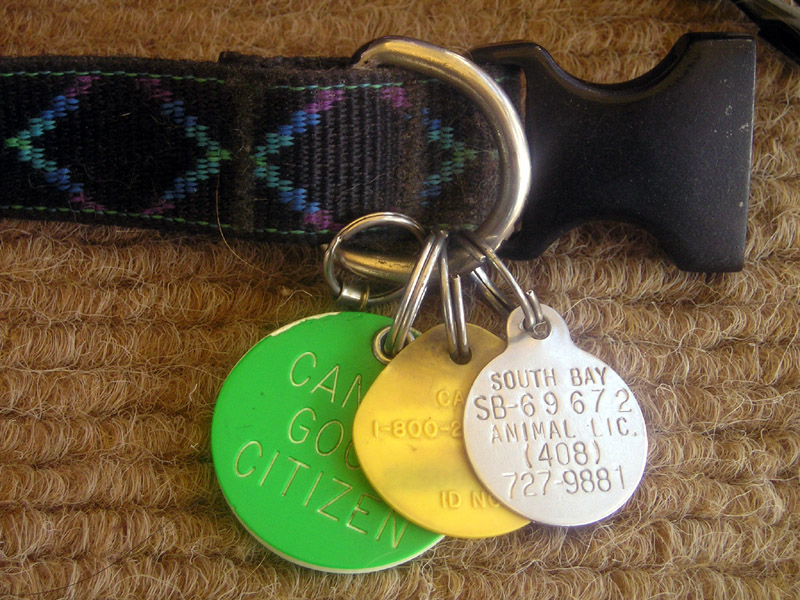
ドッグライセンスはペットタグの形で着けられることもある

ドッグライセンス（イギリス英語: dog licence、アメリカ英語: dog license）は、一部の国や地域において、犬を飼育する際に必要となる免許のことである。通常、登録団体発行の識別子と連絡先番号が記載されたペットタグとともに、ドッグライセンスを識別する番号が飼育者に公布される。ペットタグ付きの犬が見つかった場合は、発見者は登録団体に電話して、犬の飼い主の連絡先情報を知ることができる。 
ドッグライセンスを取得するには、犬が狂犬病の予防接種を受けていることを証明するなどの行動を必要とすることもある。多くの国や地域では、通常、少額の登録料を支払う必要があり、毎年または数年ごとに更新する必要がある。 

## 各国のドッグライセンス

### オーストラリア
州および準州の法律によって、ドッグライセンスなしに犬を飼育することができないが、ドッグライセンスの公布自体は地方自治体の業務であり、交付費用とペットタグの形式は地域によってまちまちである。ビクトリア州などの一部の地域では、飼い猫も登録やマイクロチップの埋め込みも義務化されている。

### アイルランド
ドッグライセンスが必要となる。ライセンスには3つのタイプが存在する
- 個別ライセンス– 1匹の犬を対象とする12か月間のライセンスー
- 包括的ライセンス-犬舎のオーナーに公布される12ヶ月間のライセンス
- 終身ライセンス-1匹の犬を対象とする終身のライセンス

### イタリア
2008年以降、月齢2か月以上の犬には識別用マイクロチップを埋め込まなければならず、少額の手数料を要するが、更新する必要はない。 

### オランダ
犬を登録する必要があり、飼っている犬の数に従って税を地方自治体に支払わなければならない。金額は市町村によって異なる。

### ニュージーランド
1996年の犬管理法では、月齢3か月以上のすべての犬は、その犬が通常飼育されている市または地区の議会に登録する必要がある。危険・獰猛な犬種に分類されている犬と2006年7月1日以降に登録しようとするすべての犬は、登録する前にマイクロチップを埋め込む必要がある。すべての犬の登録は毎年6月30日に失効し、7月31日までに更新する必要がある。登録された各犬には、飼育されている地区の議会・登録有効期限・登録番号が記載されたタグをつけなければならない。タグの色は毎年変更され、いつ登録されたのかがすぐにわかるようになっている。登録料は地域や犬に対する去勢の有無、危険または獰猛な犬種であるか、飼い主が責任ある犬の飼い主であるかなどの要因によって異なる。通常、働く犬（牧畜犬、警察犬、麻薬犬など）の料金は一般的なペットの料金よりも低く、盲導犬または聴導犬は無料で登録できることが多い。 

### イギリス
イングランド、ウェールズ、スコットランドでは、1987年にドッグライセンスが廃止された。廃止以前は、ドッグライセンスの公布は飼育者の約半数に限られ、残りの半数はドッグライセンスを受けていないという有様であった。廃止直前の登録料は37ペンスであり、これは1984年に37.5ペンスから0.5ペンス値下げされたものである。登録料は地方自治体の収入となっていた。 
2016年からは、イングランドとウェールズのすべての犬に対してマイクロチップの埋め込みが必要となった。スコットランドの法律も改正され、同年から犬に対するマイクロチップの埋め込みが義務付けられた。
北アイルランドでは、「1983年の犬（北アイルランド）政令」に基づいてドッグライセンスが必要となっている。2011年10月現在、ドッグライセンスの公布には、年間12.5ポンドがかかるが、年金受給者とライセンス対象の犬が去勢されている場合は減額される。